# La Sambre
La Sambre, appelé à ses débuts La Frontière, est un journal créé après la guerre franco-prussienne de 1871. Après la Seconde Guerre mondiale, il prend le nom de La frontière la Sambre, ou encore La Sambre : le journal de la frontière, et fait partie de la SAS L'Observateur du groupe Sogemedia dont les bureaux se trouvent à Avesnes-sur-Helpe,,,.
Les archives départementales du Nord gardent une collection de journaux de La Frontière qui remonte à 1888.
Les numéros actuels sont consultables en ligne